# Mother and Child
Pour plus de détails, voir Fiche technique et Distribution.
Mother and Child  ou Destin de femmes au Québec, est un film américano-espagnol réalisé et écrit par Rodrigo García, sorti en France le 17 novembre 2010.

## Synopsis
Los Angeles. Le parcours de deux femmes dont l'une, âgée de 50 ans qui a abandonné sa fille il y a 35 ans et l'autre, une afro-américaine qui cherche à adopter un bébé.

## Fiche technique
- Titre original : Mother and Child
- Titre québécois : Destin de femmes
- Réalisation : Rodrigo García
- Scénario : Rodrigo García
- Décors : Christopher Tandon
- Costumes : Susie DeSanto
- Directeur de la photographie : Xavier Pérez Grobet
- Montage : Steven Weisberg
- Musique : Edward Shearmur
- Producteurs : Julie Lynn, Alejandro González Inárritu
- Société de production : Everest Entertainment
- Pays de production : États-Unis, Espagne
- Langue : anglais
- Genre : Drame
- Dates de sortie : 
  - Canada : 14 septembre 2009 (Toronto International Film Festival), 14 mai 2010
  - États-Unis : 7 novembre 2009 (Virginia Film Festival), 7 mai 2010
  - France : 9 septembre 2010  (Deauville American Festival Film), 17 novembre 2010

## Distribution
- Annette Bening (VFB : Fabienne Loriaux ; VQ : Marie-Andrée Corneille) : Karen
- Naomi Watts (VF : Hélène Bizot ; VQ : Pascale Montreuil) : Elizabeth
- Kerry Washington (VFB : Mélanie Dermont ; VQ : Catherine Proulx-Lemay) : Lucy

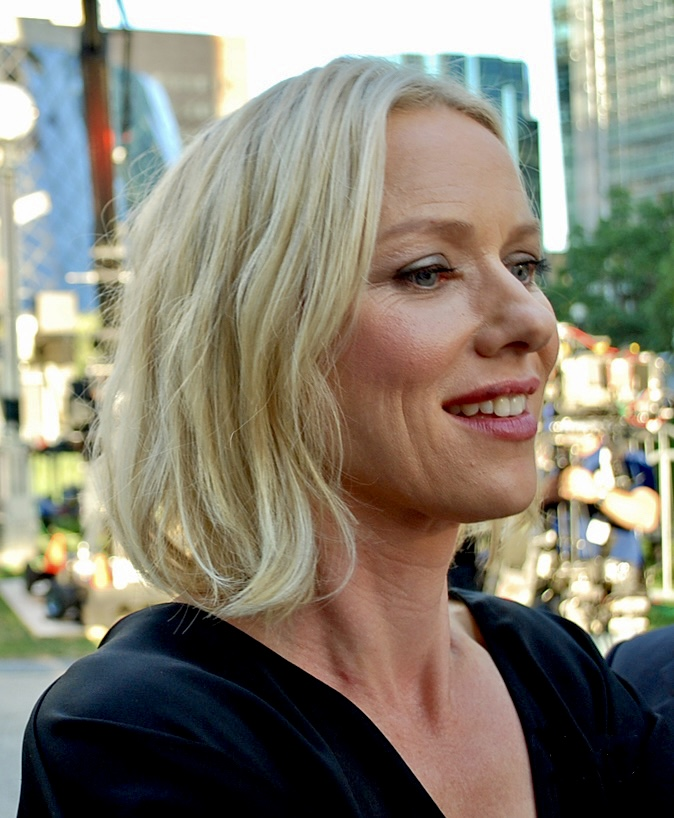
L'actrice Naomi Watts à la première du film au TIFF 2009.

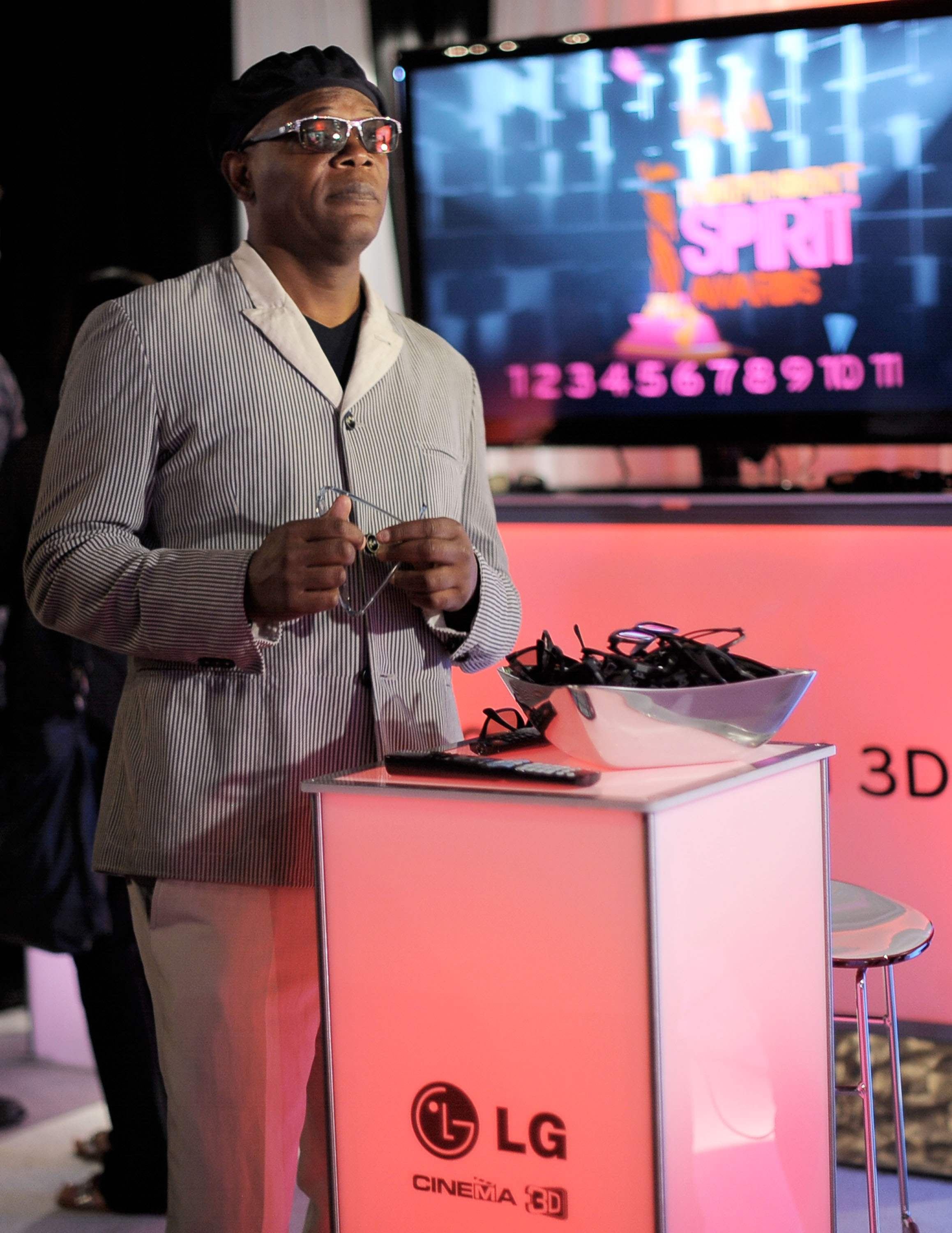
L'acteur principal Samuel L. Jackson, nommé aux Independent Spirit Awards 2011 pour sa performance.

- Samuel L. Jackson (VF : Thierry Desroses ; VQ : Éric Gaudry) : Paul, le directeur du cabinet d'avocats
- Jimmy Smits (VFB : Robert Guilmard ; VQ : Jean-Luc Montminy): Paco, le collègue de Karen
- Cherry Jones (VFB : Myriam Thyrion ; VQ : Claudine Chatel) : sœur Joanne
- Shareeka Epps (en) (VFB : Julie Basecqz)  : Ray, la jeune femme enceinte
- LaTanya Richardson : Carol, la mère de Lucy
- Elpidia Carrillo (VFB : Ethel Houbiers) : Sofia, l'employée latina
- Tatyana Ali : Maria, la fille de Paul
- Brittany Robertson (VQ : Kim Jalabert) : Violet, la jeune aveugle
- David Ramsey(VFB : Mathieu Moreau ; VQ : Patrice Dubois) : Joseph, le compagnon de Lucy
- Amy Brenneman (VQ : Anne Bédard) : Dr Stone
- Marc Blucas : Steven, le mari dans le couple voisin d'Elizabeth
- Carla Gallo : Tracy, la femme dans le couple voisin d'Elizabeth
- Eileen Ryan (VQ : Élizabeth Chouvalidzé) :  Nora, la mère de Karen
- Lisa Gay Hamilton (VQ : Linda Roy) : Leticia
- David Morse : Tom, l'ancien petit ami de Karen
- Simone Lopez : Cristi, la fille de Sofia
- Ahmed Best : Julian
- S. Epatha Merkerson (VQ : Johanne Léveillé) : Ada
- Lawrence Pressman (VQ : Hubert Gagnon) : Dr Morgan

Version Française
- Société de doublage : SONICVILLE Bruxelles
- Direction Artistique : Manuella Servais
- Adaptation dialogues : Sylvie André
- Mixage : Fréderic Le Grand

Source et légende : Version française (VF) sur carton du doublage français

## Autour du film
- Le rôle d'Elizabeth devait être initialement attribué à l'actrice américaine Robin Wright Penn, avant qu'elle ne refuse et soit remplacée par Naomi Watts.
- Eileen Ryan, qui interprète la mère d'Annette Bening, est dans la vie la mère de Sean Penn, et elle interprète la mère de Naomi Watts dans The Assassination of Richard Nixon, film dont le rôle principal est tenu par ... Sean Penn.
- Samuel L. Jackson et LaTanya Richardson se sont connus, dans la vie, pendant leurs études, se sont mariés, et ont eu une fille nommée Zoe.
- A la fin du film, la photo que l'on voit à côté de celle de Naomi Watts est celle de son vrai père, Peter Watts.

## Récompenses
- Grand prix du Festival du cinéma américain de Deauville 2010